# 阿尔塔瓦兹德二世
阿尔塔瓦兹德二世（？—前34年）大亚美尼亚国王（前53年—前34年）。提格兰大帝之子。他是一个政治上的失败者，又是一位诗人和艺术家。
阿尔塔瓦兹德二世力图重振亚美尼亚的国势，尤其是要摆脱罗马的控制，为此不惜与帕提亚人联合。前53年，由克拉苏率领的罗马军队在进攻帕提亚的战争中被帕提亚国王奥罗德斯二世击溃，克拉苏本人阵亡。这次惨痛的失败使正处于非常时期的罗马无力东顾，大亚美尼亚的独立因此得以保全。阿尔塔瓦兹德二世趁机收复了在提格兰大帝统治末期被罗马强行割走的小亚细亚。为巩固与帕提亚人的联盟，阿尔塔瓦兹德二世让妹妹与奥罗德二世之子和继承人帕科鲁斯结婚。
然而，阿尔塔瓦兹德二世的运气很快就结束了。在帕提亚因内讧而衰落之后，罗马重新向亚美尼亚施加压力。阿尔塔瓦兹德二世被迫承认自己为罗马人民的同盟者。前36年，马克·安东尼入侵亚美尼亚，阿尔塔瓦兹德二世战败被俘。安东尼将阿尔塔瓦兹德二世带到埃及，他在那里与埃及女王克利奥帕特拉七世同居。不久阿尔塔瓦兹德二世因触怒克利奥帕特拉七世而被其杀害。
| 前任： 提格蘭二世 | 大亞美尼亞國王 前53年—前34年 | 繼任： 亞歷山大·赫利俄斯 |